# Chloridolum ceycinum
Chloridolum ceycinum là một loài bọ cánh cứng trong họ Cerambycidae.